# Martina Carletti
Martina Carletti (Roma, 17 febbraio 1986) è un'attrice italiana.

## Biografia
Nata a Roma, studia recitazione fra il 2005 e il 2006 all'Accademia Rosebud sotto la guida di Lino Capolicchio, Maria Teresa Bax, Rita di Lernia, Giulia e Vito Bruschini. Nel corso degli anni frequenterà poi altri stage con Mario Rellini, Gabriele Cometa, Jean Paul Derizon e Siddhartha Prestinari. L'esordio come attrice in televisione avviene nel 2007, quando interpreta il ruolo di Azzurra Vallone nel cast ricorrente della soap opera di Rai 3 Un posto al sole.; sempre nello stesso anno partecipa al progetto "Ghost" con Giancarlo Giannini.
Nel 2008 è nel cast della fiction di Canale 5 Anna e i cinque, con la regia di Monica Vullo, nel corso della medesima stagione interpreta il ruolo di "Veronica Lopez" nella fiction  I liceali 3, regia di Francesco Miccichè e Massimiliano Papi e conduce anche il programma per bambini prodotto da Sky "Identikids", con la regia di Mario Bellina e Giorgio Carpinteri. Lavori successivi saranno 2la fiction La narcotici con la regia di Michele Soavi, e la fiction di Rai 1 L'isola, con regia di Alberto Negrin. Collabora con Maurizio Battista nella serie "Vigilantes" ed è protagonista della puntata "la mia giustizia" nella serie  "Don Matteo 11" regia di Raffaele Androsiglio, nel ruolo di "Giada". Nel 2008 inizia anche la sua carriera teatrale presso il teatro "Le Maschere", con cui collabora tuttora. Qui debutta per la prima volta con "Cenerentola" nel ruolo della protagonista, diretta da Gigi Palla, con il quale lavorerà in molte altre fiabe dirette dallo stesso e da altri registi, quali Riccardo Diana, Gabriela Praticò e Maria Toesca. Debutterà poi in "The hole", al teatro Stabile del Giallo (oggi divenuto teatro "Ciak"), dove la vediamo in molti altri spettacoli; nell'ultimo "Scala a chiocciola" diretto da Anna Masullo, interpreta il ruolo della protagonista "Helen Capel". Studia canto con Gianni Testa e amante dello sport pratica calcio, nuoto, pattinaggio sul ghiaccio, break dance, prepugilistica, yoga e frequenta il corso di guida sicura presso il centro ACI di Vallelunga. Con l'attore, sceneggiatore e regista Tommaso Arnaldi va in scena con "L'importanza di essere Franco", interpretando la giovane e simpatica Cecily, e successivamente la vediamo nello spettacolo "Mi Muoiono anche i fiori di plastica" di Vito Boffoli presso il teatro Euclide di Roma. Le sue esperienze a teatro proseguono anche presso il San Raffaele, sotto la direzione di Pino Cormani. Nel 2015 debutta nella commedia "Meglio Zitelle" nel ruolo di Lucia di Mauro Maggioni, finalista al Comic Off; in "Fiori di campo" di Siddhartha Prestinari e nella commedia "Il conto è servito" di Paola Tiziana Cruciani. Dal teatro, al web e ritorno in tv; è protagonista di puntata nella sit com E-band di Yuri Rossi nel ruolo di "Judy" e protagonista nella serie web "Lib" di Giuseppe Toia nel ruolo di "Vanessa". La vediamo anche in GG turbo su Prime, dove collabora con Pino Insegno ed Ania, entrambe con la regia di Mauro Meconi. Nel 2016 viene scelta per la terza stagione della prima serie web italiana lgbt "Lsb" di Geraldine Ottier e Floriana Buonomo. Continuano le sue riprese anche in moltissimi cortometraggi diretti da diversi registi. Con la regista Geraldine Ottier soprattutto, la vediamo protagonista nel corto "La turista olandese" vincitore del premio Infinity 2017 e del premio "Speciale rufa e miglior sceneggiatura al "48 hour film project festival". È protagonista in "The Library" selezionato all'Afrodite Shorts e al Cortinametraggio 2021 e grazie al quale riceve il premio " Best actors al Festival best short film awards.
Lo stesso "The Library" è vincitore come Miglior corto al " Paris award film festival" ed al Metricamente corto 10 dove riceve anche il premio del Tavolo della cultura del campo Sampierese, ed infine vincitore del premio  "Second best romance film award al Thessaloniki free short festival". La vediamo anche nel corto "Tutti a casa" vincitore di diversi premi. Sul grande schermo è nel film Raffaello - Il principe delle arti in 3D di Luca Viotto e Emanuele Imbucci nel ruolo di "Magia Ciarla. Nel film "Le grida del silenzio" interpreta il ruolo di Alice e nel film Linea gotica di Stefano Giulidori collabora con Carlo delle Piane.  Numerose le sue apparizioni in spot pubblicitari.

## Teatro
- Nana la Befana, regia di Natalia Cavalleri (2024-2023)
- La contadina furba, regia di Riccardo Diana (2022)
- Scala a chiocciola, regia di Anna Masullo (2020)
- Il Flauto magico, regia di Gigi Palla (2019)
- Fiori di campo, regia di Siddhartha Prestinari (2019)
- Stellina, regia di Maria Toesca (2019)
- Re Bazza di Tordo, regia di Gabriella Praticò (2018-2019)
- Tremotino, regia di Gigi Palla (2017-2022)
- Il conto è servito, regia di Paola Tiziana Cruciani (2016-2017)
- Pigmalione, il magico scultore regia di Gigi Palla (2015,2016)
- Meglio Zitelle, regia di Mauro Maggioni (2014)
- Un passo indietro nel delitto, regia di Gigi Palla (2014)
- La creazione del mondo, regia di Pino Cormani (2013)
- Peter Pan, regia di Pino Cormani (2012/2013)
- San Francesco, regia di Pino Cormani (2012/2013)
- I tre omini del bosco, regia di Gigi Palla (2009, 2019)
- Mi muoiono anche i fiori di plastica, regia di Vito Boffoli (2011)
- The Hole, regia di Gigi Palla (2011)
- Il Gabbiano Jonathan Livigston, regia di Pino Cormani (2011)
- L'importanza di esser Franco, regia di Tommaso Arnaldi (2010)
- Il Mercante di Venezia, regia di Claudio Aufieri (2008)
- Cenerentola, musical regia di Gigi Palla (2008, 2009, 2011, 2016)
- Pelle d'Asino, regia di Riccardo Diana (2008)
- Gran Varietà, regia Maurizio Veneziano (2006)
- San Remo, regia di Maurizio Veneziano (2005)

## Televisione
- I racconti di Talia, regia di Riccardo Diana (2022)
- Don Matteo 11, regia di Raffaele Androsiglio (2017)
- E-Band, regia di Yuri Rossi (2012)
- Caccia al Re - La narcotici, regia di Michele Soavi (2011)
- L'isola, regia di Alberto Negrin (2010)
- I liceali 3, regia di Francesco Miccichè (2008)
- Anna e i cinque, regia di Monica Vullo (2008)
- Ghost, puntata pilota con Giancarlo Giannini (2007)
- Un posto al sole d'estate - Seconda stagione, registi vari (2007)

## Cinema
- Io non sono nessuno, regia di Geraldine Ottier (2023)
- Le grida del silenzio, regia di Alessandra Carlesi (2018)
- Raffaello - Il principe delle arti in 3D, regia di Luca Viotto (2016)
- Linea Gotica, regia di Stefano Giulidori (2012)

## Web series
- Ania sicurezza stradale, regia Mauro Meconi (2023)
- GG Turbo, regia Mauro Meconi (2020)
- Vigilantes, regia Maurizio Battista (2016)
- Lsb, regia di Geraldine Ottier (2016)
- Lib, regia di Peppe Toia (2012)
- Vita da vigile, regia di Davide Hemmer (2012)

## Cortometraggi
- L'Esposizione, regia di Geraldine Ottier (2019)
- Plastica, regia di Dario Ciulla (2018)
- The Library, regia di Geraldine Ottier (2018)
- Tutti a casa, regia Geraldine Ottier (2018)
- La turista Olandese, regia di Geraldine Ottier (2017)
- The invisible shield, regia di Ambra Principato (2015)
- 007 - James Bond a Roma, regia di Giuseppe Francesco Maione (2015)
- Mean Thinks, regia di Giuseppe Francesco Maione (2014)
- Ventisette, regia di Berardino Icovone, Fabio Massenzi e Giacomo Bottoni (2013)
- Lara guardava il cielo, regia di Marianna Tricarico (2009)
- Voice over, regia di Alessandro e Giuseppe Modica (2008)
- La trilogia del suicidio, regia di Diletta Dascia (2008)
- Girandoci intorno, regia di Federica Crocetti e Andrea Giannone (2007)

## Videoclip musicali
- Poligamia video musicale, regia di Giuseppe Francesco Maione (2014)
- The rain, video musicale, regia di Stefano Carderi (2015)

## Radio
- Radio Tribù, radio web (2015)

## Conduzione
- Identikids, regia Mario Bellina (2008)

## Pubblicità
- Iliad (2024)
- Aruba (2018-2022-2023-2024)
- Unieuro (regia di Riccardo Paoletti) (2022-2023)
- Sky Glass, San Carlo Veggy Good (2023)
- Goldaman, Tui, Perdormire, Tescoma (2022)
- Schar, Eni Caldaie, Gamberi Pescanova, Poltronesofà, Famous Amous, Clementoni, Planet Farm, Kinder (regia di Giancarlo Spinelli), Scalibor (2021)
- Lines (regia di Laura Chiossone), Foodness, Rinazina, Pagani  (2020)
- Golia, San Benedetto, Zymil, Philadephia, Thun, Findomestic, Repower, The Fork, Poste, San Benedetto Baby (regia di Samuele Gottardello) (2019)
- Olaz (regia di Umberto Carteni), Andrea 925 (regia di Geraldine Ottier) (2018)
- Just Eat, Yovis, Lancia Y, Gastronomia Europea, Siwego (2017)
- Tim (regia di Marco Missano) (2013-2016)
- Sogin (2015)
- Enel (2014)
- Gran Cereali (2013-2014)
- Caffè Borbone, Hurry Car  (2013)
- Divani by Natuzzi, BNL, Coesia (2012)
- Lottomatica, Vodafone, San Bitter (2010)
- Vodafone Casa (2009)
- Piaggio (2009)
- Sony Ericsson (2008)
- Geox (2007)

## Campagne di comunicazione sociale
- Fondazione Umberto Veronesi (2018)